# Veenlijk

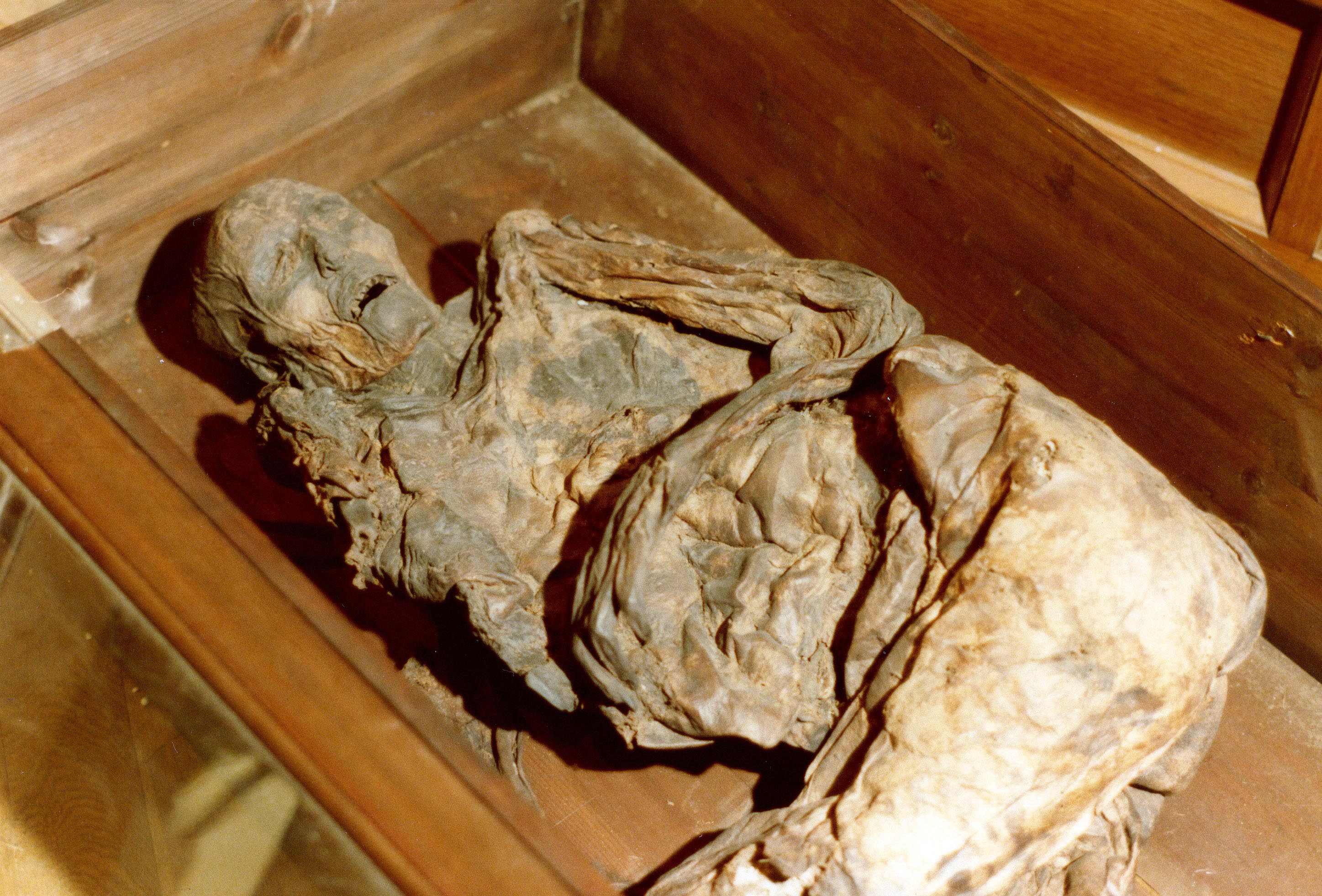
Vrouw van Huldremose

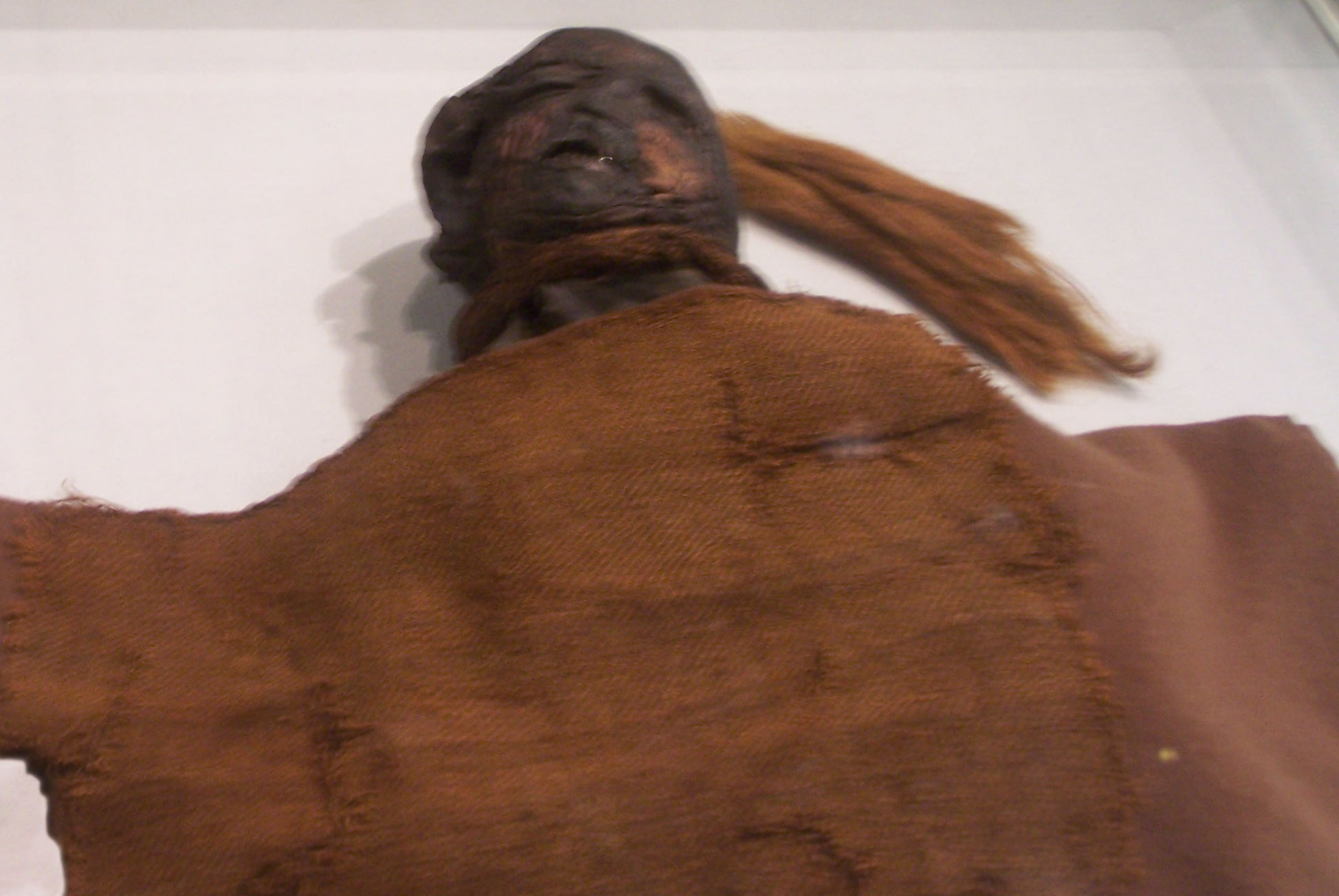
Meisje van Yde

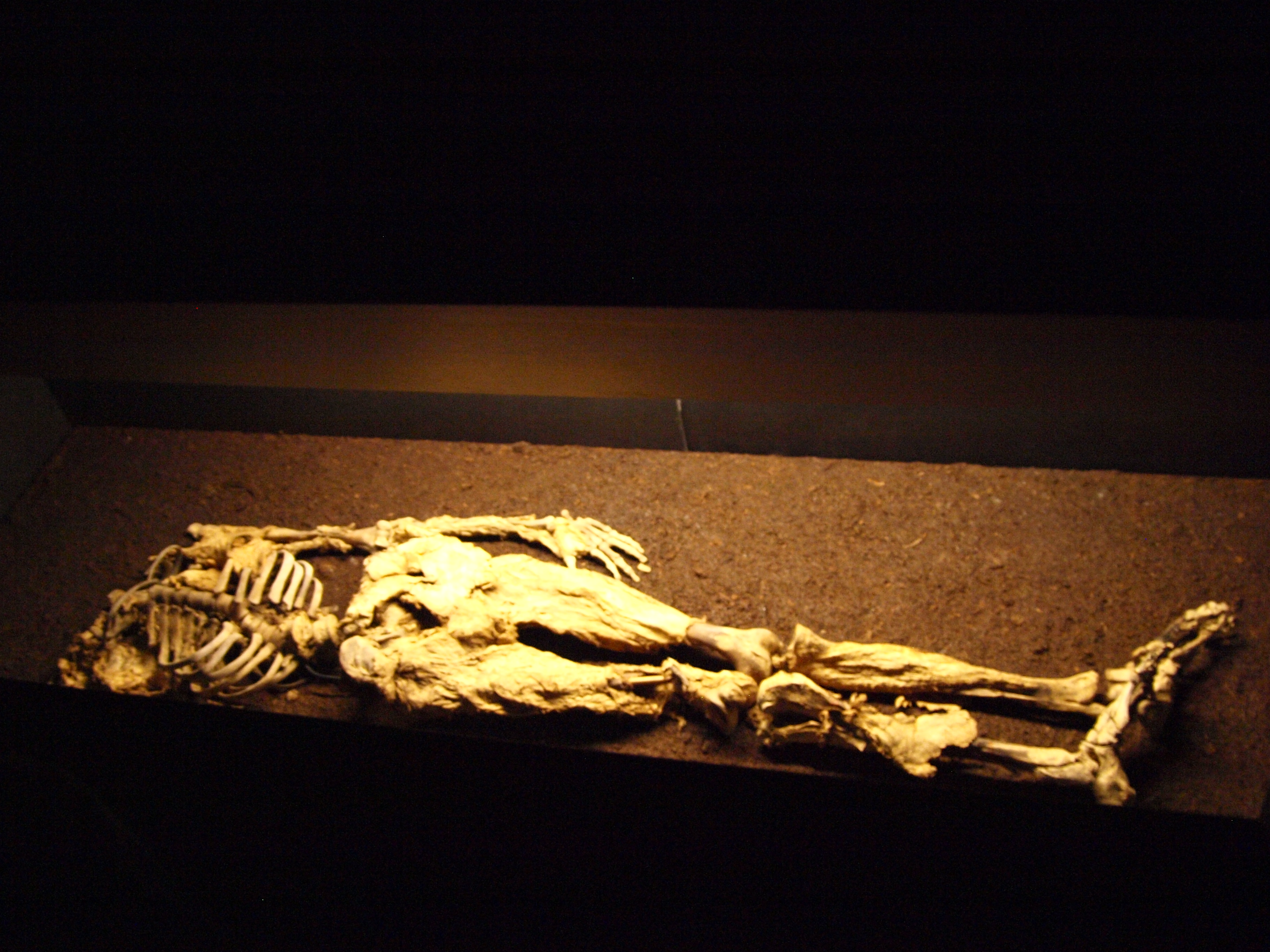
Man van Dätgen

Een veenlijk is een in het hoogveen gevonden overblijfsel van een  menselijk lichaam. 
Door de conserverende werking van het lage zuurstofgehalte en het zure veenwater zijn deze lijken gemummificeerd en in betrekkelijk goede staat bewaard gebleven.
Vroeger dacht men dat het om mensen ging die in het moeras waren verdwaald. Tegenwoordig neemt men aan dat sommige prehistorische personen zijn geofferd. De aanwijzingen hiervoor zijn bijvoorbeeld koorden om de hals en gebroken wervels. 
Ook Tacitus schreef in zijn De origine et situ Germanorum (Germania) al over de gewoonte om voorwerpen (bijlen, zwaarden, emmers) als offer in het water te leggen. Deze zijn ook veelvuldig teruggevonden. In de lijn hiervan lijkt het evident dat ook de veenlijken offers waren. Verder beschrijft hij hoe terechtgestelden soms werden verdronken.
Bekende veenlijken:
- Meisje van Yde (Nederland)
- Paar van Weerdinge (Nederland)
- Man van Exloërmond (Nederland)[1]
- Man van Tollund (Denemarken)
- Man van Grauballe (Denemarken)
- Lindowman (Engeland)
- Man van Clonycavan (Ballivor, County Meath, Ierland): slachtoffer van geweld; 4e of 3e eeuw v.Chr.
- Old Croghan Man (Daingean, Ierland): plm. 25-jarige man met hoge maatschappelijke status; slachtoffer van geweld, vermoedelijk 360-180 v. Chr.
- Jongen van Burlage, 12 à 14 jaar oud, 11e-eeuws, Moormuseum, (Elisabethfehn, Duitsland)
- Meisje van Uchte-Darlaten, (Samtgemeinde Uchte, Duitsland): 16 à 19 jaar oud; 7e eeuw v.Chr.
- Man van Dätgen, Sleeswijk-Holstein, Duitsland: ca. 30 jaar oud; slachtoffer van geweld, 2e-4e eeuw